# Casa-Museo de Machado
La Casa-Museo de Machado es una vivienda tradicional utilizada como pensión en el siglo xix y parte del xx, situada en el centro histórico de la ciudad española de Segovia. Fue el inmueble en el que residió el poeta Antonio Machado entre 1919 y 1932. Desde la segunda mitad del siglo XX ha sido administrada por la Real Academia de Historia y Arte de San Quirce.

## La pensión de doña Luisa
Machado, llegado a Segovia el 26 de noviembre de 1919 para ocupar la cátedra de francés en el Instituto General y Técnico, acabó instalándose por el modestísimo precio de 3,50 pesetas al día en la aún más modesta pensión que regentaba María Luisa Torrego.
Se ha conservado en la modesta vivienda el espacio vital del poeta y sus enseres. Continúan en sus patios las parras y perales y, en el interior, la primitiva cocina de hierro, el comedor común y la habitación de Machado, sus muebles y la estufa de petróleo que le regaló su hermano Manuel para superar los inviernos segovianos.

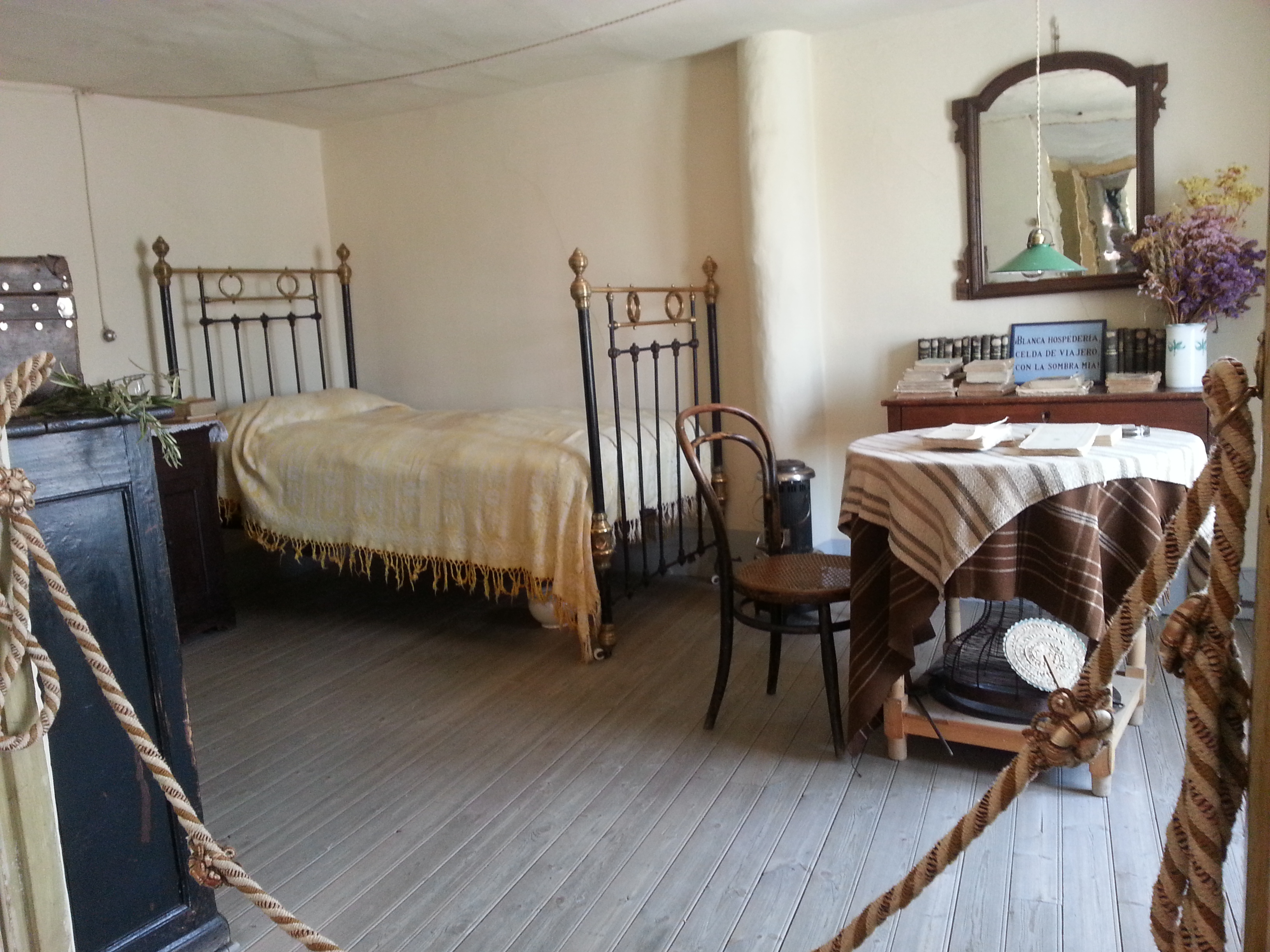
La habitación de Antonio Machado en la pensión de doña Luisa

En 1949, por iniciativa de amigos del poeta que aún vivían en Segovia, como Mariano Quintanilla y Mariano Grau, hubo un primer intento de adquirir la vieja pensión y salvar así el edificio en el que Machado vivió, y como primera medida, se alquiló la que había sido su habitación. Dos años después se compró el piso; en 1959, los muebles de la habitación y del comedor, y en 1974 la finca entera (a la que se pudo añadir luego la adquisición del patio trasero).
Ya en el pequeño jardín que antecede a la casa-museo descansa sobre un pedestal, como "alma vigía del poeta" un busto de piedra, copia hecha por el escultor Pedro Barral del original que su hermano, Emiliano Barral, hizo en 1920.
Dentro se han reunido recuerdos de homenajes, recortes de prensa y retratos de Antonio Machado, como el de 1923 por Rafael Peñuelas; una litografía de Picasso, para el homenaje organizado por los artistas españoles e hispanoamericanos en 1955; un retrato al carbón imaginado por Álvaro Delgado en 1959; un óleo de Jesús Unturbe; entre otros dibujos y pinturas de artistas locales, o singulares piezas escultóricas como el busto de Mariano Grau o la talla en madera de la cabeza de Julían María Otero.
El inmueble fue declarado bien de interés cultural, con la categoría de monumento, el 12 de diciembre de 2024.

## Actividad cultural
A lo largo del año y en colaboración con otras instituciones segovianas, se organizan en sus dependencias visitas y recitales poéticos, maratones de lectura "machadiana", homenajes de los escolares de la provincia a la memoria del poeta, espectáculos de títeres y el Festival de Narradores Orales de Segovia.